# Jacques Florentin
Pour les articles homonymes, voir Florentin.
Jacques Florentin, né le 8 juillet 1911 à Paris et mort dans la même ville le 26 juin 1992, est un militaire et résistant français, compagnon de la Libération. Saint-Cyrien en poste dans les troupes coloniales, il refuse la défaite en juin 1940 et se rallie à la France libre. Au sein de la 2e division blindée du général Leclerc, il participe aux combats en Afrique puis à la libération de la France.

## Biographie

### Jeunesse et engagement
Jacques Florentin naît le 8 juillet 1911 à Paris d'un père officier. Suivant les traces paternelles, il s'engage dans l'armée et entre à l'École spéciale militaire de Saint-Cyr en 1930 dans la promotion "Joffre". À sa sortie d'école, il est intégré aux troupes coloniales et envoyé au Tchad, dans la région du Tibesti. En avril 1940, il est muté au régiment de tirailleurs sénégalais du Tchad (RTST) dont il prend le commandement de la 7e compagnie.

### Seconde Guerre mondiale
Basé à Faya-Largeau avec le RTST, Jacques Florentin ne part pas combattre en métropole mais refuse l'armistice du 22 juin 1940. Avec son régiment il participe au ralliement du Tchad à la France libre le 28 août suivant puis, le RTST étant intégré à la colonne Leclerc, il prend part à la guerre du désert. En février 1941, il combat à la bataille de Koufra puis participe à la campagne du Fezzan lors des premiers mois de l'année 1942. En juin suivant, il est muté au Cameroun au bataillon de marche no 8 (BM8) qui en mars 1943 rejoint à son tour la colonne Leclerc, entretemps renommée "Force L". Au sein de celle-ci, qui devient ensuite successivement la 2e division française libre puis la 2e division blindée (2e DB), il participe aux opérations en Libye et en Tunisie puis à son séjour en Algérie et au Maroc. Promu capitaine, il suit le cheminement de la 2e DB en débarquant en Normandie puis en participant à la libération de Paris. Il prend ensuite part à la bataille des Vosges au cours de laquelle il se distingue le 16 septembre 1944. Ce jour-là, à la tête d'un élément de reconnaissance, il empêche les troupes ennemies de s'emparer et de détruire des ponts permettant de franchir le canal de la Moselle, puis il fait prisonniers 47 allemands en libérant un village. Il se distingue à nouveau quelques mois plus tard lors de la bataille d'Alsace puis participe à l'invasion de l'Allemagne jusqu'à Berchtesgaden. Quelques jours avant la capitulation allemande, il est encore à pied d'œuvre à la frontière autrichienne où il fait 300 prisonniers. Il termine la guerre avec le grade de chef de bataillon.

### Après-guerre
Restant dans l'armée après la seconde guerre mondiale, Jacques Florentin participe à l'occupation de l'Allemagne puis à la guerre d'Indochine. En 1954, il est breveté à l'école supérieure de guerre. De retour en Afrique, notamment au Sénégal, il prend part à la guerre d'Algérie de 1960 à 1962. Se retirant de la vie militaire en 1965 avec le grade de colonel, il devient agent d'assurance jusqu'en 1975, année où il prend définitivement sa retraite.
Jacques Florentin meurt le 21 juin 1992 dans le 15e arrondissement de Paris, et est inhumé à Buzançais dans l'Indre.

## Décorations
|  |  |  |
|  |  |  |
|  |  |  |

| Grand officier de la Légion d'honneur                                | Grand officier de la Légion d'honneur                                | Grand officier de la Légion d'honneur                                | Compagnon de la Libération                | Compagnon de la Libération                | Compagnon de la Libération                | Croix de guerre 1939-1945                     | Croix de guerre 1939-1945                     | Croix de guerre 1939-1945                     |
| Croix de la Valeur militaire                                         | Croix de la Valeur militaire                                         | Croix de la Valeur militaire                                         | Médaille coloniale                        | Médaille coloniale                        | Médaille coloniale                        | Médaille commémorative de la guerre 1939-1945 | Médaille commémorative de la guerre 1939-1945 | Médaille commémorative de la guerre 1939-1945 |
| Médaille commémorative des services volontaires dans la France libre | Médaille commémorative des services volontaires dans la France libre | Médaille commémorative des services volontaires dans la France libre | Officier de l'Ordre de l'Étoile d'Anjouan | Officier de l'Ordre de l'Étoile d'Anjouan | Officier de l'Ordre de l'Étoile d'Anjouan | Officier de l'Ordre de l'Étoile noire (Bénin) | Officier de l'Ordre de l'Étoile noire (Bénin) | Officier de l'Ordre de l'Étoile noire (Bénin) |